# スルジ山

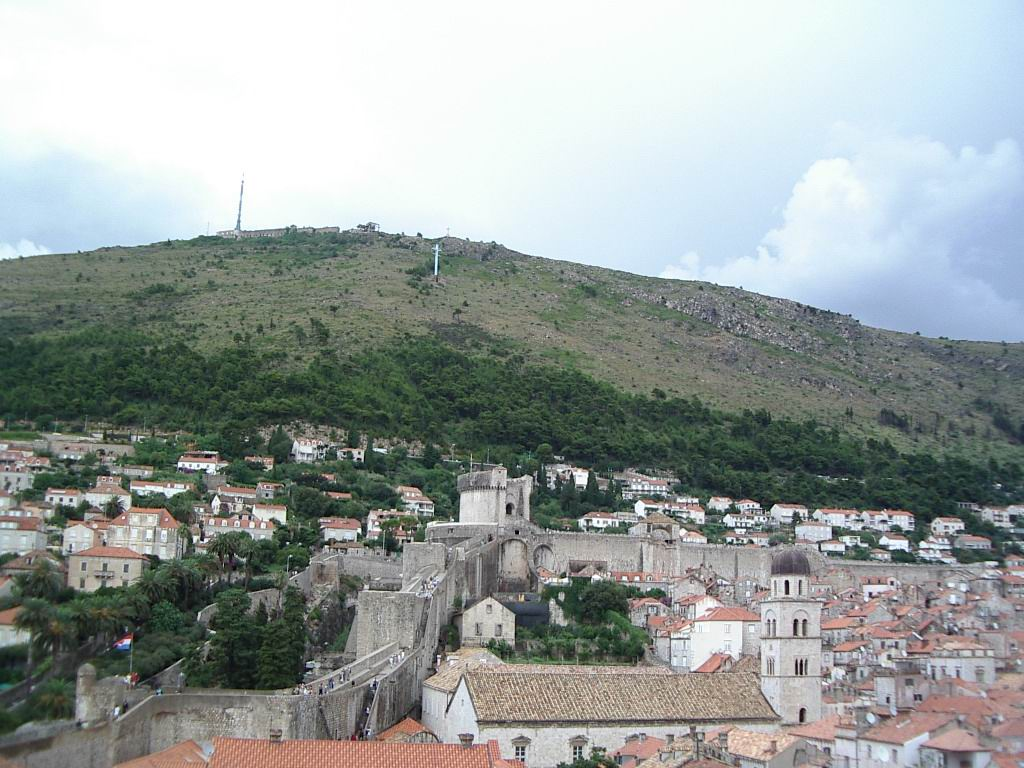
城塞都市・ドゥブロヴニクのすぐ背後に見えるスルジ山

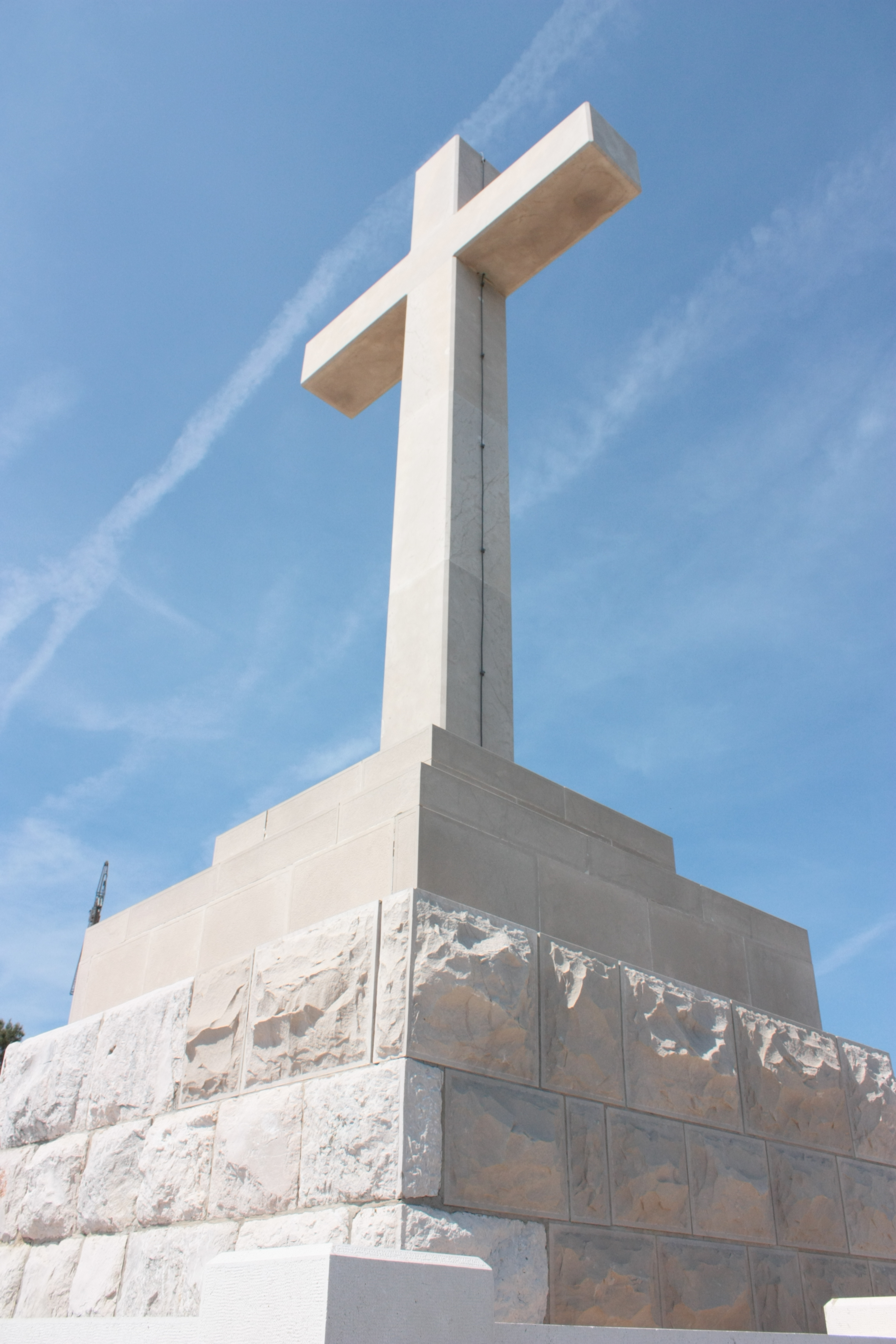
独立戦争で破壊された白い十字架も再建された

スルジ山（スルジさん、クロアチア語: Srđ、英語: Srd MountainまたはMount Srdj）は、クロアチア・ダルマチア地方のドゥブロヴニクの町の背後にある山である。標高は412mで、1806～1816年にナポレオン軍が占領中に建設した帝国要塞（Fort Imperial）と白い十字架があり、1991～1995年のセルビアとの独立戦争では主戦場の一つであった。戦争中から中断されていたケーブルカーも2010年に再開されて、歩いても登れる頂上からは、眼下にドゥブロヴニクの町とアドリア海、遠くの海に浮かぶ島々を眺めることができる。

## 参照
- クロアチア紛争